# فرودگاه اودین
فرودگاه اودین (به انگلیسی: Odienné Airport) یک فرودگاه با کد یاتا KEO است . این فرودگاه در کشور ساحل عاج قرار دارد .